# Jorge Garello
Jorge Alberto Garello (Rosario, Provincia de Santa Fe, Argentina; 6 de diciembre de 1948) es un exfutbolista argentino. Jugaba como delantero y su primer equipo fue Rosario Central. Su último club antes de retirarse fue Aurora de Guatemala.

## Trayectoria
Tuvo su bautismo en el primer equipo canalla el 29 de junio de 1969, cuando Rosario Central venció  a Colón en Arroyito por 3-1, en cotejo válido por la 22.ª fecha del Metropolitano. El entrenador canalla era Miguel Ignomiriello. Jugó hasta 1970 diez partidos con la casaca auriazul, convirtiendo dos goles: el primero por la Copa Argentina 1969 frente a Lanús (victoria 2-0 el 9 de julio), mientras que el restante fue ante Colón por el Metropolitano 1970 (triunfo 5-0 el 19 de julio).
Prosiguió su carrera en Temperley, Unión de Santa Fe (donde logró el ascenso a Primera División), Banfield y Ferro en Argentina, mientras que en el exterior lo hizo primero en Independiente Santa Fe de Colombia y luego en Comunicaciones (salió campeón)
y Aurora de Guatemala.

## Clubes
| Club                   | País      | Año       |
| ---------------------- | --------- | --------- |
| Rosario Central        | Argentina | 1969-1970 |
| Temperley              | Argentina | 1972      |
| Unión de Santa Fe      | Argentina | 1973-1976 |
| Independiente Santa Fe | Colombia  | 1976-1977 |
| Banfield               | Argentina | 1978      |
| Ferro                  | Argentina | 1979      |
| Comunicaciones         | Guatemala | 1980      |
| Aurora                 | Guatemala | 1980      |

## Palmarés

### Campeonatos nacionales
| Título        | Club           | País      | Año  |
| ------------- | -------------- | --------- | ---- |
| Liga Nacional | Comunicaciones | Guatemala | 1980 |

### Otros logros
| Título                     | Club              | País      | Año  |
| -------------------------- | ----------------- | --------- | ---- |
| Ascenso a Primera División | Unión de Santa Fe | Argentina | 1974 |